# Wild Boar Fell
Wild Boar Fell är en kulle i Storbritannien.   Den ligger i grevskapet Cumbria och riksdelen England, i den centrala delen av landet, 400 km norr om huvudstaden London. Toppen på Wild Boar Fell är 216 meter över havet.
Terrängen runt Wild Boar Fell är huvudsakligen kuperad, men åt nordväst är den platt. Runt Wild Boar Fell är det ganska glesbefolkat, med 40 invånare per kvadratkilometer. Närmaste större samhälle är Sedbergh, 12,7 km sydväst om Wild Boar Fell. Trakten runt Wild Boar Fell består i huvudsak av gräsmarker.